# Förvildning

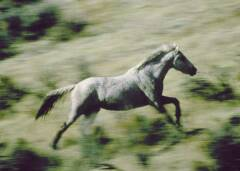
En mustang, en förvildad häst i Nordamerika.

Förvildning är när en organism (växt, svamp eller djur) sprider sig till vilt tillstånd från domesticering. Förvildade organismer räknas vanligen som samma art som den tama arten.
De förvildade djuren blir ofta ett skadedjur. Ett exempel på detta är kaniner i Australien.
Se till exempel förvildade hästar och förvildade svin.